# Shaanxi Chang'an Athletic
El Shaanxi Chang'an Athletic Football Club (en chino: 大连人职业足球俱乐部) fue un club de fútbol chino situado en Xi'an, provincia de Shaanxi. Jugó en la Primera Liga China, segunda categoría del sistema de ligas nacional.[cita requerida]

## Entrenadores
- Zhao Changhong (?-julio de 2018)[7]
- Xie Yuxin (julio de 2018-?)[7]
- Kim Bong-gil (diciembre de 2019-diciembre de 2020)[8][9]
- Feng Feng (interino- 2021-enero de 2022)[5]
- Wang Baoshan (enero de 2022-presente)[5]